# Steinachtal und Kleiner Odenwald
Das FFH-Gebiet Steinachtal und Kleiner Odenwald ist ein im Jahr 2005 durch das Regierungspräsidium Karlsruhe nach der Richtlinie 92/43/EWG (Fauna-Flora-Habitat-Richtlinie) angemeldetes Schutzgebiet (Schutzgebietskennung DE-6518-311) im deutschen Bundesland Baden-Württemberg. Mit Verordnung des Regierungspräsidiums Karlsruhe zur Festlegung der Gebiete von gemeinschaftlicher Bedeutung vom 12. Oktober 2018 (in Kraft getreten am 11. Januar 2019) wurde das Schutzgebiet festgelegt. Das FFH-Gebiet ist Bestandteil des europäischen Schutzgebietsnetzes Natura 2000.

## Lage
Das rund 4222 Hektar große FFH-Gebiet gehört zu den Naturräumen 125-Kraichgau, 144-Sandstein-Odenwald, 145-Vorderer Odenwald und 226-Bergstraße innerhalb der naturräumlichen Haupteinheiten 12 Neckar- und Tauber-Gäuplatten, 14-Odenwald, Spessart und Südrhön und 22-Nördliches Oberrheintiefland. Es liegt östlich von Heidelberg und Leimen und erstreckt sich über die Markungen von zehn Städten und Gemeinden:
- Heidelberg: 2237,3974 ha = 53 %
- Bammental: 168,8601 ha = 4 %
- Heiligkreuzsteinach: 168,8601 ha = 4 %
- Leimen: 379,9354 ha = 9 %
- Lobbach: 84,43 ha = 2 %
- Neckargemünd: 211,0752 ha = 5 %
- Nußloch: 337,7203 ha = 8 %
- Schönau: 337,7203 ha = 8 %
- Wiesenbach: 253,2902 ha = 6 %
- Wilhelmsfeld: 42,251 ha = 1 %

## Beschreibung und Schutzzweck
Es handelt sich um ein Wiesental im Sandsteinodenwald mit naturnahem Bachlauf und Wiesen, bewaldete Hängen und Bergen. Außerdem um ein ausgedehntes Laubwaldgebiet im Kleinen Odenwald mit Felsen- und Blockmeeren, aufgelassenen Steinbrüchen sowie drei Höhlen.

### Lebensraumtypen
Gemäß Anlage 1 der Verordnung des Regierungspräsidiums Karlsruhe zur Festlegung der Gebiete von gemeinschaftlicher Bedeutung (FFH-Verordnung) vom 12. Oktober 2018 kommen folgende Lebensraumtypen nach Anhang I der FFH-Richtlinie im Gebiet vor:
| EU Code | Lebensraumtyp (offizielle Bezeichnung)                                                                          | Kurzbezeichnung                              | Hektar |
| ------- | --- | -------------------------------------------- | ------ |
| 3260    | Flüsse der planaren bis montanen Stufe mit Vegetation des Ranunculion fluitantis und des Callitricho-Batrachion | Fließgewässer mit flutender Wasservegetation | 1,6    |
| 6110    | Lückige basophile oder Kalk-Pionierrasen (Alysso-Sedion albi)                                                   | Kalk-Pionierrasen                            | 0,005  |
| 6210    | Naturnahe Kalk-Trockenrasen und deren Verbuschungsstadien (Festuco-Brometalia)                                  | Kalk-Magerrasen                              | 9,3    |
| 6230    | Artenreiche montane Borstgrasrasen (und submontan auf dem europäischen Festland) auf Silikatböden               | Artenreiche Borstgrasrasen                   | 2,4    |
| 6410    | Pfeifengraswiesen auf kalkreichem Boden, torfigen und tonig-schluffigen Böden (Molinion caeruleae)              | Pfeifengraswiesen                            | 0,1    |
| 6430    | Feuchte Hochstaudenfluren der planaren und montanen bis alpinen Stufe                                           | Feuchte Hochstaudenfluren                    | 2,7    |
| 6510    | Magere Flachland-Mähwiesen (Alopecurus pratensis, Sanguisorba officinalis)                                      | Magere Flachland-Mähwiesen                   | 39,0   |
| 8150    | Kieselhaltige Schutthalden der Berglagen Mitteleuropas                                                          | Silikatschutthalden                          | 0,3    |
| 8210    | Kalkfelsen mit Felsspaltenvegetation                                                                            | Kalkfelsen mit Felsspaltenvegetation         | 0,005  |
| 8220    | Silikatfelsen mit Felsspaltenvegetation                                                                         | Silikatfelsen mit Felsspaltenvegetation      | 0,001  |
| 8310    | Nicht touristisch erschlossene Höhlen                                                                           | Höhlen und Balmen                            | 0,001  |
| 9110    | Hainsimsen-Buchenwald (Luzulo-Fagetum)                                                                          | Hainsimsen-Buchenwald                        | 1023,3 |
| 9130    | Waldmeister-Buchenwald (Asperulo-Fagetum)                                                                       | Waldmeister-Buchenwald                       | 849,0  |
| 9180    | Schlucht- und Hangmischwälder (Tilio-Acerion)                                                                   | Schlucht- und Hangmischwälder                | 4,8    |
| 91E0    | Auenwälder mit Alnus glutinosa und Fraxinus excelsior (Alno-Padion, Alnion incanae, Salicion albae)             | Auenwälder mit Erle, Esche, Weide            | 19,6   |

### Arteninventar
Folgende Arten von gemeinschaftlichem Interesse sind nach der Anlage 1 der Verordnung des Regierungspräsidiums Karlsruhe vom 12. Oktober 2018 (FFH-Verordnung) für das Gebiet gemeldet:
| Bild                                 | EU Code | * | Art                                  | wissenschaftlicher Name     | Artengruppe   |
| ------------------------------------ | ------- | - | ------------------------------------ | --------------------------- | ------------- |
| Grüne Flussjungfer                   | 1037    |   | Grüne Flussjungfer                   | Ophiogomphus cecilia        | Libellen      |
| Heller Wiesenknopf-Ameisenbläuling   | 1059    |   | Heller Wiesenknopf-Ameisen-Bläuling  | Maculinea teleius           | Schmetterling |
| Dunkler Wiesenknopf-Ameisen-Bläuling | 1061    |   | Dunkler Wiesenknopf-Ameisen-Bläuling | Maculinea nausithous        | Schmetterling |
| Spanische Flagge                     | 1078    |   | Spanische Flagge                     | Callimorpha quadripunctaria | Schmetterling |
| Hirschkäfer                          | 1083    |   | Hirschkäfer                          | Lucanus cervus              | Käfer         |
| Steinkrebs                           | 1093    |   | Steinkrebs                           | Austropotamobius torrentium | Krebse        |
| Bachneunauge                         | 1096    |   | Bachneunauge                         | Lampetra planeri            | Fische        |
| Groppe                               | 1163    |   | Groppe                               | Cottus gobio                | Fische        |
| Kammmolch                            | 1166    |   | Kammmolch                            | Triturus cristatus          | Lurche        |
| Gelbbauchunke                        | 1193    |   | Gelbbauchunke                        | Bombina variegata           | Amphibien     |
| Mopsfledermaus                       | 1308    |   | Mopsfledermaus                       | Barbastella barbastellus    | Säugetiere    |
| Bechsteinfledermaus                  | 1323    |   | Bechsteinfledermaus                  | Myotis bechsteinii          | Säugetiere    |
| Großes Mausohr                       | 1324    |   | Großes Mausohr                       | Myotis myotis               | Säugetiere    |
| Biber                                | 1337    |   | Biber                                | Castor fiber                | Säugetiere    |
| Grünes Besenmoos                     | 1381    |   | Grünes Besenmoos                     | Dicranum viride             | Moose         |
| Grünes Koboldmoos                    | 1386    |   | Grünes Koboldmoos                    | Buxbaumia viridis           | Moose         |
| Europäischer Dünnfarn                | 1421    |   | Europäischer Dünnfarn                | Trichomanes speciosum       | Farne         |

### Zusammenhängende Schutzgebiete
Das FFH-Gebiet liegt vollständig im Naturpark Neckartal-Odenwald. Folgende Naturschutzgebiete liegen innerhalb des FFH-Gebiets:
- 2021-Felsenmeer, Russenstein, Naturpark Michelsbrunnen
- 2051-Felsenberg
- 2155-Ehemaliger Buntsandsteinbruch an der Neckarhalde
- 2191-Steinbruch Leimen
- 2202-Elsenzaue-Hollmuthang